# Светско првенство у хокеју на леду 2012 — Дивизија II
Светско првенство у хокеју на леду — Дивизија II 2012 је хокејашки турнир који се одржава под окриљем Међународне хокејашке федерације (ИИХФ). Група А се игра у Рејкјавику на Исланду од 12. априла до 19. априла, а друга у Софији од 2. априла до 8. априла.

## Промена система такмичења
До сада су екипе биле подељене у две групе и првопласирани тимови су се пласирали у прву дивизију, а последњепласирани су испадали у трећу дивизију. Сада су екипе подељене у две групе али првопласирана екипа из Групе А се пласира у Дивизију I — Група Б, а последњепласирана у Дивизију II — Група Б. Првопласирана екипа из Дивизија II — Групе Б се пласира у Дивизију II — Група А, а две последњепласиране у Дивизију III.

## Учесници

### Група А
| Репрезентација | Сезона 2011                                          |
| -------------- | ---------------------------------------------------- |
| Хрватска       | 2. место у Дивизији II-Група Б 2011.                 |
| Естонија       | 6. место у Дивизији I-Група Б (Испали у дивизију II) |
| Исланд         | Домаћин, 3. место у Дивизији II-Група Б 2011.        |
| Нови Зеланд    | 2. место у Дивизији II-Група А 2011.                 |
| Србија         | 3. место у Дивизији II-Група А 2011.                 |
| Шпанија        | 5. место у Дивизији I-Група А (Испали у дивизију II) |

### Група Б
| Репрезентација | Сезона 2011.                                               |
| -------------- | ---------------------------------------------------------- |
| Белгија        | 4. место у Дивизији II-Група А 2011.                       |
| Бугарска       | 5. место у Дивизији II-Група Б 2011.                       |
| Кина           | 4. место у Дивизији II-Група Б 2011.                       |
| Израел         | 1. место у Дивизији III 2011. (Пласирали се у Дивизију II) |
| Мексико        | 5. место у Дивизији II-Група А 2011.                       |
| Јужна Африка   | 2. место у Дивизији III 2011. (Пласирали се у Дивизију II) |

## Такмичење у Групи А
| 12. април 2012. 13:00 | Хрватска | 2:3 0:0, 0:1, 1:2 | Шпанија | Лаугардалур арена, Рејкјавик Посетилаца: 148 |

| Извор                              | Извор               | Извор                                               | Извор        | Извор                                                  |
| ---------------------------------- | ------------------- | --------------------------------------------------- | ------------ | ------------------------------------------------------ |
|                                    | Мате Томљеновић     | Голмани                                             | Андер Алкаин | Судије Крис Деверт Линијске судије Чао Ђијан Јос Корте |
| К. Макули — 27:02 И. Шијан — 54:04 | 1:0 1:1 2:1 2:2 2:3 | 37:24 — К. Кеведо 56:09 — П. Муњоз 59:57 — Х. Муњоз |              | Судије Крис Деверт Линијске судије Чао Ђијан Јос Корте |
| 8 мин                              | Искључења           | 8 мин                                               |              | Судије Крис Деверт Линијске судије Чао Ђијан Јос Корте |
| 42                                 | Шутеви на гол       | 26                                                  |              | Судије Крис Деверт Линијске судије Чао Ђијан Јос Корте |

| 12. април 2012. 16:30 | Естонија | 5:2 1:2, 3:0, 1:0 | Србија | Лаугардалур арена, Рејкјавик Посетилаца: 208 |

| Извор | Извор                       | Извор                                            | Извор         | Извор                                                          |
| --- | --------------------------- | ------------------------------------------------ | ------------- | -------------------------------------------------------------- |
| | Виљем-Хенрик Коитма         | Голмани                                          | Милан Луковић | Судије Ове Луцке Линијске судије Улрих Пардачер Ори Сигмардсон |
| Р. Руба (ПП) – 08:27 A. Сибиртсев – 27:43 M. Иванов (ШХ) – 32:24 В. Титаренко – 32:53 M. Иванов (ПП) – 40:31 | 1:0 1:1 1:2 2:2 3:2 4:2 5:2 | 11:07 – М. Ковачевић (ПП) 17:20 – Н. Бибић (ПП2) |               | Судије Ове Луцке Линијске судије Улрих Пардачер Ори Сигмардсон |
| 22 мин | Искључења                   | 26 мин                                           |               | Судије Ове Луцке Линијске судије Улрих Пардачер Ори Сигмардсон |
| 50 | Шутеви на гол               | 34                                               |               | Судије Ове Луцке Линијске судије Улрих Пардачер Ори Сигмардсон |

| 12. април 2012. 20:00 | Исланд | 4:0 (1:0,1:0,2:0) | Нови Зеланд | Лаугардалур арена, Рејкјавик Посетилаца: 522 |

| Извор                                                                                        | Извор           | Извор   | Извор          | Извор                                                                |
| -------------------------------------------------------------------------------------------- | --------------- | ------- | -------------- | -------------------------------------------------------------------- |
|                                                                                              | Денис Хедстром  | Голмани | Кејн Истербрук | Судије Дамиен Блиек Линијске судије Олександар Говорун Михаел Тшериг |
| Р. Хедстром – 12:21 Р. Хедстром – 39:10 J. Магнусон (B. Árnason) – 41:22 Р. Хедстром – 59:15 | 1:0 2:0 3:0 4:0 |         |                | Судије Дамиен Блиек Линијске судије Олександар Говорун Михаел Тшериг |
| 10 мин                                                                                       | Искључења       | 30 мин  |                | Судије Дамиен Блиек Линијске судије Олександар Говорун Михаел Тшериг |
| 47                                                                                           | Шутеви на гол   | 6       |                | Судије Дамиен Блиек Линијске судије Олександар Говорун Михаел Тшериг |

| 13. април 2012. 13:00 | Естонија | 3:2 (2:0,0:1,1:1) | Хрватска | Лаугардалур арена, Рејкјавик Посетилаца: 112 |

| Извор                                                         | Извор                                  | Извор                                  | Извор           | Извор                                                                 |
| ------------------------------------------------------------- | -------------------------------------- | -------------------------------------- | --------------- | --------------------------------------------------------------------- |
|                                                               | Виљем-Хенрик Коитма Александар Колосов | Голмани                                | Мате Томљеновић | Судије Owe Luthcke Линијске судије Олексабндар Говорун Улрих Падатшер |
| Р. Буба (ПП) – 05:06 A. Сибиртсев – 18:01 Р. Андрејев – 58:05 | 1:0 2:0 2:1 2:2 3:2                    | 30:00 – Џ. Прпић (ПП) 50:23 – И. Лазић |                 | Судије Owe Luthcke Линијске судије Олексабндар Говорун Улрих Падатшер |
| 22 мин                                                        | Искључења                              | 12 мин                                 |                 | Судије Owe Luthcke Линијске судије Олексабндар Говорун Улрих Падатшер |
| 34                                                            | Шутеви на гол                          | 40                                     |                 | Судије Owe Luthcke Линијске судије Олексабндар Говорун Улрих Падатшер |

| 13. април 2012. 16:30 | Шпанија | 7:0 (1:0,4:0,2:0) | Нови Зеланд | Лаугардалур арена, Рејкјавик Посетилаца: 157 |

| Извор | Извор                       | Извор   | Извор          | Извор                                                       |
| --- | --------------------------- | ------- | -------------- | ----------------------------------------------------------- |
| | Андер Алкаине               | Голмани | Кејн Истербрук | Судије Крис Девердт Линијске судије Џос Корте Михаел Тшериг |
| A. Веа – 09:17 Х. Гавиланес – 28:53 A. Бетран – 29:30 Д. Перез – 31:46 С. Барнола – 34:46 Х. Муњоз (ПП) – 42:02 D. Коскојуела – 50:17 | 1:0 2:0 3:0 4:0 5:0 6:0 7:0 |         |                | Судије Крис Девердт Линијске судије Џос Корте Михаел Тшериг |
| 14 мин | Искључења                   | 10 мин  |                | Судије Крис Девердт Линијске судије Џос Корте Михаел Тшериг |
| 57 | Шутеви на гол               | 26      |                | Судије Крис Девердт Линијске судије Џос Корте Михаел Тшериг |

| 13. април 2012. 20:00 | Србија | 3:5 (2:2,0:3,1:0) | Исланд | Лаугардалур арена, Рејкјавик Посетилаца: 850 |

| Извор                                                            | Извор                           | Извор | Извор          | Извор                                                     |
| ---------------------------------------------------------------- | ------------------------------- | --- | -------------- | --------------------------------------------------------- |
|                                                                  | Милан Луковић                   | Голмани                                                                                                  | Денис Хедстром | Судије Микаел Хикс Линијске судије Жиан Цао Мортен Томсон |
| П. Поправко – 02:02 Н. Јанковић – 06:20 Н. Јанковић (ПП) – 49:18 | 1:0 2:0 2:1 2:2 2:3 2:4 2:5 3:5 | 08:06 – Б. Арнасон 16:42 – П. Мак (ПП) 31:07 – E. Аленгард 35:13 – A. Микаелсон 39:52 – Џ. Гисласон (ПП) |                | Судије Микаел Хикс Линијске судије Жиан Цао Мортен Томсон |
| 22 мин                                                           | Искључења                       | 16 мин                                                                                                   |                | Судије Микаел Хикс Линијске судије Жиан Цао Мортен Томсон |
| 35                                                               | Шутеви на гол                   | 24 |                | Судије Микаел Хикс Линијске судије Жиан Цао Мортен Томсон |

| 15. април 2012. 13:00 | Шпанија | 4:2 (1:2,1:0,2:0) | Србија | Лаугардалур арена, Рејкјавик Посетилаца: 150 |

| Извор                                                                                  | Извор                   | Извор                                         | Извор         | Извор                                                           |
| -------------------------------------------------------------------------------------- | ----------------------- | --------------------------------------------- | ------------- | --------------------------------------------------------------- |
|                                                                                        | Андер Алкаине           | Голмани                                       | Милан Луковић | Судије Дамиен Блиек Линијске судије Мортен Томсен Михаел Тшериг |
| A. Педраз (ПП) – 12:45 П. Пујуело (ПП) – 25:19 A. Педраз – 54:34 П. Муњоз (ШХ) – 58:56 | 1:0 1:1 1:2 2:2 3:2 4:2 | 13:56 – М. Миловановић 18:36 – Б. Габрић (ПП) |               | Судије Дамиен Блиек Линијске судије Мортен Томсен Михаел Тшериг |
| 10 мин                                                                                 | Искључења               | 48 мин                                        |               | Судије Дамиен Блиек Линијске судије Мортен Томсен Михаел Тшериг |
| 26                                                                                     | Шутеви на гол           | 30                                            |               | Судије Дамиен Блиек Линијске судије Мортен Томсен Михаел Тшериг |

| 15. април 2012. 16:30 | Хрватска | 12:3 (3:0,4:1,5:2) | Нови Зеланд | Лаугардалур арена, Рејкјавик Посетилаца: 124 |

| Извор | Извор                                                          | Извор                                            | Извор                            | Извор                                                              |
| --- | -------------------------------------------------------------- | ------------------------------------------------ | -------------------------------- | ------------------------------------------------------------------ |
| | Мате Томљеновић Тихомир Филипец                                | Голмани                                          | Кејн Истербрук Џејден Пајн Марфи | Судије Мајкл Хикс Линијске судије Александар Говорун Ори Сигмарсон |
| Џ. Прпић — 7:06 К. Макули — 18:35 М. Новак — 19:49 Е. Сертич — 22:59 Е. Сертич — 27:13 (ПП) Б. Рендулић — 30:39 М. Новак — 37:13 Е. Сертич — 43:14 М. Благус — 46:54 Б. Рендулић — 52:00 И. Шијан — 52:19 Б. Рендулић — 56:19 | 1:0 2:0 3:0 4:0 4:1 5:1 6:1 7:1 7:2 8:2 8:3 9:3 10:3 11:3 12:3 | 24:04 — Џ. Хеј 41:19 — Џ. Хеј 43:50 — К. Харисон |                                  | Судије Мајкл Хикс Линијске судије Александар Говорун Ори Сигмарсон |
| 26 мин | Искључења                                                      | 14 мин                                           |                                  | Судије Мајкл Хикс Линијске судије Александар Говорун Ори Сигмарсон |
| 60 | Шутеви на гол                                                  | 17                                               |                                  | Судије Мајкл Хикс Линијске судије Александар Говорун Ори Сигмарсон |

| 15. април 2012. 20:00 | Естонија | 7:2 (2:1,3:0,2:1) | Исланд | АЛаугардалур арена, Рејкјавик Посетилаца: 1.160 |

| Извор | Извор                               | Извор                                   | Извор          | Извор                                                     |
| --- | ----------------------------------- | --------------------------------------- | -------------- | --------------------------------------------------------- |
| | Виљем Хенрик Коитма                 | Голмани                                 | Денис Хедстром | Судије Ове Луцке Линијске судије Јос Корте Улрих Пардачер |
| К. Калјусте — 05:27 А. Петров— 14:36 В. Титаренко — 22:27 А. Петров — 25:17 К. Калјусте— 35:44 А. Сибирцев— 45:03 М. Иванов — 52:03 (ПП2) | 1:0 1:1 2:1 3:1 4:1 5:1 6:1 6:2 7:2 | 12:23 — Р. Хедстром 48:40 — Е. Оленгард |                | Судије Ове Луцке Линијске судије Јос Корте Улрих Пардачер |
| 16 мин | Искључења                           | 12 мин                                  |                | Судије Ове Луцке Линијске судије Јос Корте Улрих Пардачер |
| 54 | Шутеви на гол                       | 26                                      |                | Судије Ове Луцке Линијске судије Јос Корте Улрих Пардачер |

| 17. април 2012. 13:00 | Нови Зеланд | 2:19 (0:8, 2:6, 0:5) | Естонија | Лаугардалур арена, Рејкјавик Посетилаца: 95 |

| Извор                                | Извор                                                                                          | Извор | Извор              | Извор                                                      |
| ------------------------------------ | ---------------------------------------------------------------------------------------------- | --- | ------------------ | ---------------------------------------------------------- |
|                                      | Џејден Пајн Марфи Кејн Истербрук                                                               | Голмани | Александар Колосов | Судије Крис Деверт Линијске судије Чао Ђијан Ори Сигмарсон |
| Е. Кокс — 31:37 Е. Кокс — 34:56 (ПП) | 0:1 0:2 0:3 0:4 0:5 0:6 0:7 0:8 0:9 0:10 1:10 1:11 1:12 1:132:13 2:14 2:15 2:16 2:17 2:18 2:19 | 04:48 — Р. Андрејев 05:12 — К. Калјусте 05:43 — С. Иванов 14:12 — М. Симјонов 15:21 — С. Новиков 16:59 — С. Иванов 18:59 — В. Титаренко (ПП) 19:39 — М. Вораг 22:16 — К. Калјусте 27:32 — М. Симјонов (ПП) 32:56 — А. Сибирцев 34:22 — М. Воранг 34:39 — А. Петров 38:27 — И. Савов 41:01 — Р. Роба 48:00 — А. Петров 51:23 — А. Сибирцев 58:42 — Д. Суур 59:26 — А. Петров |                    | Судије Крис Деверт Линијске судије Чао Ђијан Ори Сигмарсон |
| 18 мин                               | Искључења                                                                                      | 4 мин |                    | Судије Крис Деверт Линијске судије Чао Ђијан Ори Сигмарсон |
| 22                                   | Шутеви на гол                                                                                  | 89 |                    | Судије Крис Деверт Линијске судије Чао Ђијан Ори Сигмарсон |

| 17. април 2012. 16:30 | Србија | 3:6 (1:2, 0:2, 2:2) | Хрватска | Лаугардалур арена, Рејкјавик Посетилаца: 134 |

| Извор                                                    | Извор                           | Извор | Извор                           | Извор                                                           |
| -------------------------------------------------------- | ------------------------------- | --- | ------------------------------- | --------------------------------------------------------------- |
|                                                          | Милан Луковић                   | Голмани | Мате Томљеновић Тихомир Филипец | Судије Дамијен Блик Линијске судије Улрих Пардачер Михаел Чериг |
| М. Бабић — 12:40 Н. Вучуревић — 44:09 Р. Сабадош — 56:35 | 0:1 0:2 1:2 1:3 1:4 2:4 2:5 2:6 | 03:07 — Џ. Прпић 05:09 — Ф. Орешчанин 25:24 — Е. Сертич 39:03 — И. Лазић 50:06 — К. Пауерс (ПП) 54:57 — Е. Сертич |                                 | Судије Дамијен Блик Линијске судије Улрих Пардачер Михаел Чериг |
| 18 мин                                                   | Искључења                       | 10 мин |                                 | Судије Дамијен Блик Линијске судије Улрих Пардачер Михаел Чериг |
| 37                                                       | Шутеви на гол                   | 43 |                                 | Судије Дамијен Блик Линијске судије Улрих Пардачер Михаел Чериг |

| 17. април 2012. 20:00 | Исланд | 0:4 (0:2, 0:1, 0:1) | Шпанија | Лаугардалур арена, Рејкјавик Посетилаца: 650 |

| Извор  | Извор           | Извор                                                                 | Извор        | Извор                                                              |
| ------ | --------------- | --------------------------------------------------------------------- | ------------ | ------------------------------------------------------------------ |
|        | Денис Хедстром  | Голмани                                                               | Андер Алкаин | Судије Мајкл Хикс Линијске судије Алкесандар Говорун Мортен Томсен |
|        | 0:1 0:2 0:3 0:4 | 05:02 — А. Пердас 13:44 — Х. Брабо 29:45 — П. Муњоз 53:08 — Г. Бетран |              | Судије Мајкл Хикс Линијске судије Алкесандар Говорун Мортен Томсен |
| 20 мин | Искључења       | 16 мин                                                                |              | Судије Мајкл Хикс Линијске судије Алкесандар Говорун Мортен Томсен |
| 24     | Шутеви на гол   | 27                                                                    |              | Судије Мајкл Хикс Линијске судије Алкесандар Говорун Мортен Томсен |

| 18. април 2012. 13:00 | Нови Зеланд | 0:17 (0:7, 0:6, 0:4) | Србија | Лаугардалур арена, Рејкјавик Посетилаца: 234 |

| Извор  | Извор                                                                       | Извор | Извор                     | Извор                                                    |
| ------ | --------------------------------------------------------------------------- | --- | ------------------------- | -------------------------------------------------------- |
|        | Кејн Истербрук Џејден Пајн Марфи                                            | Голмани | Милан Луковић Јован Фехер | Судије Ове Луцке Линијске судије Јос Корте Ори Сигмарсон |
|        | 0:1 0:2 0:3 0:4 0:5 0:6 0:7 0:8 0:9 0:10 0:11 0:12 0:13 0:14 0:15 0:16 0:17 | 05:16 — С. Илић (ПП) 10:00 — Н. Раковић 12:05 — Н. Јанковић 13:37 — М. Миловановић 16:03 — М. Ковачевић 16:29 — М. Сретовић (ПП) 18:35 — С. Илић 22:16 — Д. Филиповић 24:26 — Н. Јанковић 25:39 — Д. Филиповић 27:30 — Н. Јанковић 36:00 — М. Бабић (ПП) 39:15 — Б. Габрић 40:21 — Б. Габрић 41:51 — М. Сретовић 43:53 — Д. Филиповић 52:38 — М. Ковачевић |                           | Судије Ове Луцке Линијске судије Јос Корте Ори Сигмарсон |
| 18 мин | Искључења                                                                   | 8 мин |                           | Судије Ове Луцке Линијске судије Јос Корте Ори Сигмарсон |
| 19     | Шутеви на гол                                                               | 74 |                           | Судије Ове Луцке Линијске судије Јос Корте Ори Сигмарсон |

| 18. април 2012. 16:30 | Шпанија | 3:5 (1:2, 2:2, 0:1) | Естонија | Лаугардалур арена, Рејкјавик Посетилаца: 278 |

| Извор                                                         | Извор                           | Извор                                                                                      | Извор               | Извор                                                              |
| ------------------------------------------------------------- | ------------------------------- | ------------------------------------------------------------------------------------------ | ------------------- | ------------------------------------------------------------------ |
|                                                               | Андер Алкаин                    | Голмани                                                                                    | Виљем Хенрик Коитма | Судије Мајкл Хикс Линијске судије Александар Говорун Мортен Томсен |
| К. Кеведо — 08:55 (ПП) П. Гонзалес — 26:37 П. Пужуело — 37:25 | 0:1 1:1 1:2 1:3 1:4 2:4 3:4 3:5 | 07:54 — К. Кууск 09:51 — Д. Суур 21:55 — Л. Лахесалу 23:55 — М. Симјонов 46:39 — М. Иванов |                     | Судије Мајкл Хикс Линијске судије Александар Говорун Мортен Томсен |
| 18 мин                                                        | Искључења                       | 10 мин                                                                                     |                     | Судије Мајкл Хикс Линијске судије Александар Говорун Мортен Томсен |
| 24                                                            | Шутеви на гол                   | 64                                                                                         |                     | Судије Мајкл Хикс Линијске судије Александар Говорун Мортен Томсен |

| 18. април 2012. 20:00 | Хрватска | 5:1 (1:0, 1:0, 3:1) | Исланд | Лаугардалур арена, Рејкјавик Посетилаца: 850 |

| Извор                                                                                           | Извор                   | Извор                 | Извор          | Извор                                                        |
| ----------------------------------------------------------------------------------------------- | ----------------------- | --------------------- | -------------- | ------------------------------------------------------------ |
|                                                                                                 | Мате Томљеновић         | Голмани               | Денис Хедстром | Судије Дамијен Блик Линијске судије Чао Ђијан Улрих Пардачер |
| Е. Сертич — 10:08 К. Макули — 27:20 (ПП) И. Лазић — 45:48 Б. Рендулић — 55:32 М. Благус — 57:50 | 1:0 2:0 3:0 4:0 4:1 5:1 | 56:06 —М. Сигурдарсон |                | Судије Дамијен Блик Линијске судије Чао Ђијан Улрих Пардачер |
| 6 мин                                                                                           | Искључења               | 10 мин                |                | Судије Дамијен Блик Линијске судије Чао Ђијан Улрих Пардачер |
| 63                                                                                              | Шутеви на гол           | 22                    |                | Судије Дамијен Блик Линијске судије Чао Ђијан Улрих Пардачер |

|  | Репрезентација се пласирала у Дивизију I — Група Б |
|  | Репрезентација је испала у Дивизију II — Група Б   |

|  | Естонија    | 5 | 5 | 0 | 0 | 0 | 39 | 11 | +28 | 15 |
|  | Шпанија     | 5 | 4 | 0 | 0 | 1 | 21 | 9  | +12 | 12 |
|  | Хрватска    | 5 | 3 | 0 | 0 | 2 | 27 | 13 | +14 | 9  |
|  | Исланд      | 5 | 2 | 0 | 0 | 3 | 12 | 19 | -7  | 6  |
|  | Србија      | 5 | 1 | 0 | 0 | 4 | 27 | 20 | +7  | 3  |
|  | Нови Зеланд | 5 | 0 | 0 | 0 | 5 | 5  | 59 | -54 | 0  |

## Такмичење у Групи Б
| 2. април 2012. 12:00 | Мексико | 2:9 (0:5,1:1:1:3) | Белгија | Ледена спортска дворана, Софија Посетилаца: 65 |

| Извор                                    | Извор                                       | Извор | Извор           | Извор |
| ---------------------------------------- | ------------------------------------------- | --- | --------------- | --- |
|                                          | Алфонсо де Алба                             | Голмани | Бјорн Сјтеилнен | Судије Владимир Проскуров 06:52 – M. Јанг (ПП) 10:31 – Ј. Ку 42:43 – Х. Жанг (ПП) 44:00 – В. Жанг (ПП) 44:59 – N. Фу (ШХ) Линијске судије Давид Пердув Флориан Видман |
| Х. Рамирез – 22:38 K. Гомез (ПП) – 47:14 | 0:1 0:2 0:3 0:4 0:5 1:5 1:6 1:7 1:8 2:8 2:9 | 02:56 – В. Морган 04:25 – О. Роланд 06:04 – Д. Лирс 19:35 – В. Морган 19:57 – О. Роланд 26:11 – Џ. Енгелен 40:19 – О. Роланд 43:51 – М. Морган 56:24 – О. Роланд |                 | Судије Владимир Проскуров 06:52 – M. Јанг (ПП) 10:31 – Ј. Ку 42:43 – Х. Жанг (ПП) 44:00 – В. Жанг (ПП) 44:59 – N. Фу (ШХ) Линијске судије Давид Пердув Флориан Видман |
| 2 мин                                    | Искључења                                   | 10 мин |                 | Судије Владимир Проскуров 06:52 – M. Јанг (ПП) 10:31 – Ј. Ку 42:43 – Х. Жанг (ПП) 44:00 – В. Жанг (ПП) 44:59 – N. Фу (ШХ) Линијске судије Давид Пердув Флориан Видман |
| 30                                       | Шутеви на гол                               | 47 |                 | Судије Владимир Проскуров 06:52 – M. Јанг (ПП) 10:31 – Ј. Ку 42:43 – Х. Жанг (ПП) 44:00 – В. Жанг (ПП) 44:59 – N. Фу (ШХ) Линијске судије Давид Пердув Флориан Видман |

| 2. април 2012. 15:30 | Кина | 9:5 (3:2,2:1:4:2) | Израел | Ледена спортска дворана, Софија Посетилаца: 152 |

| Извор | Извор                                                   | Извор                                                                                            | Извор                       | Извор                                                              |
| --- | ------------------------------------------------------- | ------------------------------------------------------------------------------------------------ | --------------------------- | ------------------------------------------------------------------ |
| | Минг Ксие Зивеј Лиу                                     | Голмани                                                                                          | Борис Амронин Јевгени Гусин | Судије Алексеј Рошин Линијске судије Микулаш Фурнадзиев Руди Мејер |
| Ј. Хе – 12:09 Л. Чен (ПП) – 18:21 Ј. Ку – 19:38 Л. Чен – 28:15 Д. Ванг – 30:14 Ч. Ванг – 40:08 В. Жанг – 49:10 Д. Гуан (ПП) – 59:02 З. Чен – 59:17 | 0:1 0:2 1:2 2:2 3:2 3:3 4:3 5:3 6:3 7:3 7:4 8:4 9:4 9:5 | 00:56 – Д. Мазур 03:07 – Е. Шербатов 26:13 – Е. Шербатов 51:10 – Е. Шербатов 59:59 – Е. Шербатов |                             | Судије Алексеј Рошин Линијске судије Микулаш Фурнадзиев Руди Мејер |
| 16 мин | Искључења                                               | 14 мин                                                                                           |                             | Судије Алексеј Рошин Линијске судије Микулаш Фурнадзиев Руди Мејер |
| 46 | Шутеви на гол                                           | 21                                                                                               |                             | Судије Алексеј Рошин Линијске судије Микулаш Фурнадзиев Руди Мејер |

| 2. април 2012. 19:00 | Јужна Африка | 1:4 (0:1,1:1:0:2) | Бугарска | Ледена спортска дворана, Софија Посетилаца: 1235 |

| Извор           | Извор               | Извор                                                                        | Извор               | Извор                                                                |
| --------------- | ------------------- | ---------------------------------------------------------------------------- | ------------------- | -------------------------------------------------------------------- |
|                 | Гери Бок            | Голмани                                                                      | Константин Михајлов | Судије Мишел Касталдели Линијске судије Атила Нађ Јевгениј Пласкунов |
| Џ. Лион – 27:43 | 0:1 0:2 1:2 1:3 1:4 | Г. Искренов – 15:57 С. Мухачев – 21:12 П. Хаџитонев – 49:21 А. Јотов – 54:12 |                     | Судије Мишел Касталдели Линијске судије Атила Нађ Јевгениј Пласкунов |
| 45 мин          | Искључења           | 10 мин                                                                       |                     | Судије Мишел Касталдели Линијске судије Атила Нађ Јевгениј Пласкунов |
| 38              | Шутеви на гол       | 31                                                                           |                     | Судије Мишел Касталдели Линијске судије Атила Нађ Јевгениј Пласкунов |

| 3. април 2012. 12:00 | Кина | 5:1 (3:0,1:1:1:0) | Мексико | Ледена спортска дворана, Софија Посетилаца: 35 |

| Извор                                                                     | Извор                   | Извор                     | Извор           | Извор                                                                        |
| ------------------------------------------------------------------------- | ----------------------- | ------------------------- | --------------- | ---------------------------------------------------------------------------- |
|                                                                           | Минг Ксие               | Голмани                   | Алфонсо де Алба | Судије Жан Пол де Брабандер Линијске судије Микулаш Фурнадзиев Тодор Крастев |
| Ј. Хе – 04:31 В. Жанг – 10:26 В. Жанг – 17:34 Ј. Хе – 27:46 Ј. Ку – 40:14 | 1:0 2:0 3:0 4:0 4:1 5:1 | 33:27 – А. Сервантес (ПП) |                 | Судије Жан Пол де Брабандер Линијске судије Микулаш Фурнадзиев Тодор Крастев |
| 32 мин                                                                    | Искључења               | 10 мин                    |                 | Судије Жан Пол де Брабандер Линијске судије Микулаш Фурнадзиев Тодор Крастев |
| 47                                                                        | Шутеви на гол           | 22                        |                 | Судије Жан Пол де Брабандер Линијске судије Микулаш Фурнадзиев Тодор Крастев |

| 3. април 2012. 15:30 | Израел | 6:2 (3:0,2:0,1:2) | Јужна Африка | Ледена спортска дворана, Софија Посетилаца: 47 |

| Извор | Извор                           | Извор                                    | Извор    | Извор                                                             |
| --- | ------------------------------- | ---------------------------------------- | -------- | ----------------------------------------------------------------- |
| | Јевгени Гусин                   | Голмани                                  | Гери Бок | Судије Алексеј Рошин Линијске судије Атила Нађ Јевгениј Пласкунов |
| Е. Шербатов (ПП) – 09:17 А. Гелер – 10:00 А. Коротин (ПП) – 13:31 Д. Мазур – 21:03 Е. Шербатов – 30:50 Е. Шербатов – 54:05 | 1:0 2:0 3:0 4:0 5:0 5:1 5:2 6:2 | 42:50 – Џ. Реинек (ПП) 50:58 – А. Мараис |          | Судије Алексеј Рошин Линијске судије Атила Нађ Јевгениј Пласкунов |
| 18 мин | Искључења                       | 10 мин                                   |          | Судије Алексеј Рошин Линијске судије Атила Нађ Јевгениј Пласкунов |
| 47 | Шутеви на гол                   | 12                                       |          | Судије Алексеј Рошин Линијске судије Атила Нађ Јевгениј Пласкунов |

| 3. април 2012. 19:00 | Белгија | 14:3 (2:0,6:0,6:3) | Бугарска | Ледена спортска дворана, Софија Посетилаца: 1380 |

| Извор | Извор                                                                     | Извор                                                           | Извор                             | Извор                                                             |
| --- | ------------------------------------------------------------------------- | --------------------------------------------------------------- | --------------------------------- | ----------------------------------------------------------------- |
| | Бјорн Стеијлен                                                            | Голмани                                                         | Константин Михајлов Теодор Асенов | Судије Владимир Проскуров Линијске судије Руди Мејер Давид Пердув |
| В. Морган (ПП) – 09:15 М. Морган – 10:35 В. Морган – 23:03 Л. Мас – 23:45 К. ван Лој – 25:50 О. Роланд (ПП) – 26:56 М. Морган – 34:52 Д. Турура – 36:58 М. Морган – 41:45 Д. Турура – 48:52 М. Морган – 49:30 Т. Девин – 51:50 Ј. Паулус – 54:49 Ј. Веркамен – 56:29 | 1:0 2:0 3:0 4:0 5:0 6:0 7:0 8:0 8:1 9:1 9:2 10:2 11:2 12:2 13:2 14:2 14:3 | 40:39 – Ц. Цветанов (ПП) 47:17 – Ј. Славчев 57:00 – Г. Искренов |                                   | Судије Владимир Проскуров Линијске судије Руди Мејер Давид Пердув |
| 8 мин | Искључења                                                                 | 8 мин                                                           |                                   | Судије Владимир Проскуров Линијске судије Руди Мејер Давид Пердув |
| 95 | Шутеви на гол                                                             | 29                                                              |                                   | Судије Владимир Проскуров Линијске судије Руди Мејер Давид Пердув |

| 5. април 2012. 12:00 | Белгија | 4:1 (1:1,2:0,1:0) | Израел | Ледена спортска дворана, Софија Посетилаца: 38 |

| Извор                                                                                 | Извор               | Извор            | Извор         | Извор                                                             |
| ------------------------------------------------------------------------------------- | ------------------- | ---------------- | ------------- | ----------------------------------------------------------------- |
|                                                                                       | Бјорн Сјтеилнен     | Голмани          | Јевгени Гусин | Судије Владимир Проскуров Линијске судије Атла Нађ Флориан Видман |
| О. Роланд (ПП) – 10:06 Ј. Веркамен – 25:56 Џ. ЕНгелен (ПП) – 35:51 К. ван Лој – 40:58 | 1:0 1:1 2:1 3:1 4:1 | 16:21 – Д. Мазур |               | Судије Владимир Проскуров Линијске судије Атла Нађ Флориан Видман |
| 10 мин                                                                                | Искључења           | 46 мин           |               | Судије Владимир Проскуров Линијске судије Атла Нађ Флориан Видман |
| 47                                                                                    | Шутеви на гол       | 19               |               | Судије Владимир Проскуров Линијске судије Атла Нађ Флориан Видман |

| 5. април 2012. 15:30 | Кина | 6:1 (2:0,4:0,0:1) | Јужна Африка | Ледена спортска дворана, Софија Посетилаца: 62 |

| | Минг Ксие Зивеј Лиу         | Голмани           | Џек Небе | Судије Жан Пол де Брабандер Линијске судије Тодор Крастев Давид Пердув |
| Т. Фу (ПП) – 01:10 М. Јанг – 18:05 В. Жанг – 28:17 Т. Фу (ПП) – 32:50 Т. Ху (ПП) – 37:41 Л. Чен (ПП) – 39:22 | 1:0 2:0 3:0 4:0 5:0 6:0 6:1 | 42:00 – Џ. Реинек |          | Судије Жан Пол де Брабандер Линијске судије Тодор Крастев Давид Пердув |
| 20 мин | Искључења                   | 28 мин            |          | Судије Жан Пол де Брабандер Линијске судије Тодор Крастев Давид Пердув |
| 56 | Шутеви на гол               | 21                |          | Судије Жан Пол де Брабандер Линијске судије Тодор Крастев Давид Пердув |

| 5. април 2012. 19:00 | Мексико | 8:5 (5:0, 1:4, 2:1) | Бугарска | Ледена спортска дворана, Софија Посетилаца: 1358 |

| Извор | Извор                                               | Извор | Извор                         | Извор                                                                 |
| --- | --------------------------------------------------- | --- | ----------------------------- | --------------------------------------------------------------------- |
| | Андреас де ла Гарма                                 | Голмани | Теодор Асенов Николаи Николов | Судије Мишел Гасталдели Линијске судије Руди Мејер Јевгениј Пласкунов |
| Aд. Сервантсес – 11:06 B. Аројо (ПП) – 14:26 B. Аројо (ПП2) – 15:59 Ф. Угарте (ПП) – 16:25 Р. Цхабат (ПП) – 19:17 К. Кело – 32:20 Ф. Угарте (ПП) – 45:51 К. Кело – 59:23 | 1:0 2:0 3:0 4:0 5:0 5:1 5:2 5:3 6:3 6:4 6:5 7:5 8:5 | 20:27 – А. Јотов 24:16 – С. Мухачев (ПП) 31:30 – А. Јотов 39:00 – С. Мухачев (ПП) 44:36 – M. Бојадјиев (ПП) |                               | Судије Мишел Гасталдели Линијске судије Руди Мејер Јевгениј Пласкунов |
| 14 мин | Искључења                                           | 45 мин |                               | Судије Мишел Гасталдели Линијске судије Руди Мејер Јевгениј Пласкунов |
| 33 | Шутеви на гол                                       | 45 |                               | Судије Мишел Гасталдели Линијске судије Руди Мејер Јевгениј Пласкунов |

| 6. април 2012. 12:00 | Јужна Африка | 0:14 (0:2,0:6,0:6) | Белгија | Ледена спортска дворана, Софија Посетилаца: 65 |

| Извор | Извор                                                        | Извор | Извор                             | Извор                                                                     |
| ----- | ------------------------------------------------------------ | --- | --------------------------------- | ------------------------------------------------------------------------- |
|       | Џек Небе Гери Бок                                            | Голмани | Бјорн Сјтеилнен Кевин ван Ловерен | Судије Жан Пол де Бребандер Линијске судије Микулаш Фурнадзиев Руди Мејер |
|       | 0:1 0:2 0:3 0:4 0:5 0:6 0:7 0:8 0:9 0:10 0:11 0:12 0:13 0:14 | 03:02 – В. Морган 03:13 – Џ. Раекелбум 24:38 – Б. Веркамен 25:51 – Н. де Хердт (ПП) 29:18 – Б. Колоџијчук (ШХ) 33:41 – О. Роланд 37:32 – В. Морган 38:07 – Д. Геретс 42:24 – В. Морган 46:32 – Џ. Енгелен (ПП) 49:18 – Ј. Веркамен 49:53 – В. Морган 50:45 – К. ван Лој (ПП) 55:27 – Д. Геретс (ПП) |                                   | Судије Жан Пол де Бребандер Линијске судије Микулаш Фурнадзиев Руди Мејер |
| 8 мин | Искључења                                                    | 10 мин |                                   | Судије Жан Пол де Бребандер Линијске судије Микулаш Фурнадзиев Руди Мејер |
| 10    | Шутеви на гол                                                | 29 |                                   | Судије Жан Пол де Бребандер Линијске судије Микулаш Фурнадзиев Руди Мејер |

| 6. април 2012. 15:30 | Израел | 5:4 (ПР.) (1:2,2:1,1:1,1:0) | Мексико | Ледена спортска дворана, Софија Посетилаца: 235 |

| Извор | Извор                               | Извор                                                                                | Извор           | Извор                                                              |
| --- | ----------------------------------- | ------------------------------------------------------------------------------------ | --------------- | ------------------------------------------------------------------ |
| | Јевгени Гусин                       | Голмани                                                                              | Алфонсо де Алба | Судије Мишел Гасталдели Линијске судије Тодор Крастев Давид Пердув |
| Д. Мазур (ПП) – 10:16 С. Френкел – 32:11 Е. Шербатов (ШХ) – 37:57 Д. Мазур – 57:20 Е. Шербатов (ПП) – 61:16 | 1:0 1:1 1:2 2:2 3:2 3:3 3:4 4:4 5:4 | 14:58 – Х. Рамирез 17:36 – Aд. Сервантсес 38:46 – А. Гутиерез (ПП) 49:18 – Р. Цхабат |                 | Судије Мишел Гасталдели Линијске судије Тодор Крастев Давид Пердув |
| 16 мин | Искључења                           | 10 мин                                                                               |                 | Судије Мишел Гасталдели Линијске судије Тодор Крастев Давид Пердув |
| 40 | Шутеви на гол                       | 22                                                                                   |                 | Судије Мишел Гасталдели Линијске судије Тодор Крастев Давид Пердув |

| 6. април 2012. 19:00 | Бугарска | 6:3 (0:1,3:2,3:0) | Кина | Ледена спортска дворана, Софија Посетилаца: 1.572 |

| Извор | Извор                               | Извор                                     | Извор     | Извор                                                        |
| --- | ----------------------------------- | ----------------------------------------- | --------- | ------------------------------------------------------------ |
| | Николаи Николов                     | Голмани                                   | Минг Ксие | Судије Алекси Рошин Линијске судије Атила Нађ Флориан Видман |
| A. Јотов – 23:13 Г. Искренов (ПП) – 27:49 A. Јотов (ПП) – 38:36 Р. Моргунов (ПП) – 47:52 R. Asenov (ПП) – 49:32 С. Муначев (ПП) – 52:43 | 0:1 0:2 1:2 2:2 2:3 3:3 4:3 5:3 6:3 | Ж. Ли (ПП) 21:21 – Л. Лиу 33:00 – Ч. Ванг |           | Судије Алекси Рошин Линијске судије Атила Нађ Флориан Видман |
| 14 мин | Искључења                           | 26 мин                                    |           | Судије Алекси Рошин Линијске судије Атила Нађ Флориан Видман |
| 45 | Шутеви на гол                       | 26                                        |           | Судије Алекси Рошин Линијске судије Атила Нађ Флориан Видман |

| 8. април 2012. 13:00 | Мексико | 2:0 (0:0,2:0,0:0) | Јужна Африка | Ледена спортска дворана, Софија Посетилаца: 103 |

| Извор                                  | Извор                              | Извор   | Извор    | Извор                                                                      |
| -------------------------------------- | ---------------------------------- | ------- | -------- | -------------------------------------------------------------------------- |
|                                        | Алфонсо де Алба Андреш де ла Гарма | Голмани | Џек Небе | Судије Владимир Проскуров Линијске судије Микулаш Фурнадзиев Тодор Крастев |
| К. Kело – 20:54 Р. Цхабат (ПП) – 31:11 | 1:0 2:0                            |         |          | Судије Владимир Проскуров Линијске судије Микулаш Фурнадзиев Тодор Крастев |
| 6 мин                                  | Искључења                          | 14 мин  |          | Судије Владимир Проскуров Линијске судије Микулаш Фурнадзиев Тодор Крастев |
| 32                                     | Шутеви на гол                      | 26      |          | Судије Владимир Проскуров Линијске судије Микулаш Фурнадзиев Тодор Крастев |

| 8. април 2012. 15:30 | Бугарска | 3:2 (1:1, 1:0, 0:1) ([ПР: 0–0) (ПЕН: 1:0) | Израел | Ледена спортска дворана, Софија Посетилаца: 1.526 |

| Извор                                                                                          | Извор                  | Извор                                                       | Извор         | Извор                                                           |
| ---------------------------------------------------------------------------------------------- | ---------------------- | ----------------------------------------------------------- | ------------- | --------------------------------------------------------------- |
|                                                                                                | Никола Николов         | Голмани                                                     | Јевгени Гусин | Судије Мишел Гасталдели Линијске судије Руди Мејер Давид Пердув |
| Ц. Цветанов – 04:52 Р. Моргунов – 34:22 M. Mиланов A. Јотов С. Мухачев Г. Искренов Г. ИСкренов | 1:0 1:1 2:1 2:2 Пенали | 12:29 – Р. Оз 46:36 – Д. Мазур Р. Оз С. Френкел E. Шербатов |               | Судије Мишел Гасталдели Линијске судије Руди Мејер Давид Пердув |
| 10 мин                                                                                         | Искључења              | 16 мин                                                      |               | Судије Мишел Гасталдели Линијске судије Руди Мејер Давид Пердув |
| 36                                                                                             | Шутеви на гол          | 43                                                          |               | Судије Мишел Гасталдели Линијске судије Руди Мејер Давид Пердув |

| 8. април 2012. 19:00 | Белгија | 8:5 (5:2,2:0,1:3) | Кина | Ледена спортска дворана, Софија Посетилаца: 537 |

| Извор | Извор                                               | Извор   | Извор               | Извор                                                        |
| --- | --------------------------------------------------- | ------- | ------------------- | ------------------------------------------------------------ |
| | Бјорн Стеијлен                                      | Голмани | Минг Ксие Зивеј Лиу | Судије Алексеј Рошин Линијске судије Атла Нађ Флориан Видман |
| О. Роланд – 02:25 Б. Веркамен – 03:14 M. Morgan – 04:59 В. Морган (ПП) – 06:37 О. Роланд – 12:22 О. Роланд – 31:07 Л. Мас – 39:51 В. Морган – 56:55 | 1:0 2:0 3:0 4:0 4:1 4:2 5:2 6:2 7:2 7:3 7:4 7:5 8:5 |         |                     | Судије Алексеј Рошин Линијске судије Атла Нађ Флориан Видман |
| 22 мин | Искључења                                           | 18 мин  |                     | Судије Алексеј Рошин Линијске судије Атла Нађ Флориан Видман |
| 26 | Шутеви на гол                                       | 38      |                     | Судије Алексеј Рошин Линијске судије Атла Нађ Флориан Видман |

|  | Репрезентација се пласирала у Дивизију II — Група А |
|  | Репрезентација је испала у Дивизију III             |

|  | Белгија      | 5 | 5 | 0 | 0 | 0 | 49 | 11 | +38 | 15 |
|  | Кина         | 5 | 3 | 0 | 0 | 2 | 28 | 21 | +7  | 9  |
|  | Бугарска     | 5 | 2 | 1 | 0 | 2 | 21 | 28 | -7  | 8  |
|  | Мексико      | 5 | 2 | 0 | 1 | 2 | 17 | 24 | -7  | 7  |
|  | Израел       | 5 | 1 | 1 | 1 | 2 | 19 | 22 | -3  | 6  |
|  | Јужна Африка | 5 | 0 | 0 | 0 | 5 | 4  | 32 | -28 | 0  |